# Perugrampta napoensis
Perugrampta napoensis är en insektsart som beskrevs av Rauno E. Linnavuori och Delong 1978. Perugrampta napoensis ingår i släktet Perugrampta och familjen dvärgstritar. Inga underarter finns listade i Catalogue of Life.